# Saint-Pierre-Brouck
Saint-Pierre-Brouck è un comune francese di 964 abitanti situato nel dipartimento del Nord nella regione dell'Alta Francia.

## Società

### Evoluzione demografica
Abitanti censiti